# 林明勇
林明勇（太魯閣語：Walis Umin，1913年—1952年），台灣花蓮人，太魯閣族，為花蓮秀林鄉第一位官派鄉長，死於二二八事件後的清鄉。

## 生平
林明勇（Walis Umin）為太魯閣族世襲頭目，祖居地為Alang Swasal（今太魯閣蓮花池），日治時代當過帶刀村長，後獲派秀林鄉第一任官派鄉長。二二八事件後，與許錫謙、王明進、馬有岳等任處理委員會花蓮分會委員，曾救出花蓮醫院大橋邊的司令部被關的國民黨高官。在二二八事件清鄉時，被警察帶往山上槍殺。事發兩年後，當地警方在秀林鄉山區發現白骨，通知林妻Lowbiq Walis前往指認，才為林明勇立墓。在《二二八台民台東區花蓮區叛逆名冊》上，同一頁中林明勇和馬有岳名字上方打了勾，林明勇附註「率番人準備殺人」。

## 後代
- 其子林國樑（1946?－2014）為牧師，於1990年創辦原住民少年兒童之家。[5]
- Tunux Wasi(1984-)原漢名為涂龍生，太魯閣族文史工作者、經營自媒體Qtai看見，現任秀林部落會議主席，2015年與旮日羿·吉宏合著《Alang Truku 移動的記憶-太魯閣族部落史》、《Ptasan 彩虹的印記》以及編輯《Kari rudan 神話故事-兒童著色本》，2021年編輯著作《太魯閣族紅葉部落歷史研究》。